# Mircea Cărtărescu
Mircea Cărtărescu (Bucarest, 1 de juny de 1956) és un poeta, prosista, crític literari i publicista romanès. És un dels escriptoris amb major projecció internacional de Romania i considerat com un dels pares del postmodernisme romanès. Ha guanyat pràcticament tots els premis literaris del seu país i nombrosos premis internacionals, inclosos el Premi Berlín de Literatura 2012 i el Premi Gregor von Rezzori 2016. Conegut per la seva prosa curosa, la seva obra retrata l'entropia en la vida contemporània europea i l'anhel d'empatia al cor de la condició humana.
La seva obra comença a ser traduïda en català. S'han publicat Per què ens estimem les dones (Lleonard Muntaner, 2016), Solenoide (Edicions del Periscopi, 2017) i la trilogia Encegador (L'ala esquerra, El cos, L'ala dreta) a Edicions del Periscopi (2018, 2020, 2023, respectivament).
Es considera admirador de l'obra de l'escriptor estatunidenc J.D. Salinger.

## Obra

### Poesia
- Poezia (antologia) (2015)

### Narrativa
- Nostalgia (1993) (Nostàlgia)
- Travesti (1994) (Travesti)
- De ce iubim femeile (2004) (Per què ens estimem les dones)
- Frumoasele străine (2010) (Les belles estrangeres)
- Ochiul căprui al dragostei noastre (2012) (L'ull castany del nostre amor)
- Solenoid (2015) (Solenoide)

### Obra traduïda al català
- Per què ens estimem les dones (De ce iubim femeile); Palma: Lleonard Muntaner, en traducció de Xavier Montoliu Pauli.
- Solenoide; Barcelona: Edicions del Periscopi, en traducció d'Antònia Escandell Tur.[3]
- L'ala esquerra; Barcelona: Edicions del Periscopi, en traducció d'Antònia Escandell Tur.[4]
- El cos; Barcelona: Edicions del Periscopi, en traducció d'Antònia Escandell Tur.[5]
- L'ala dreta; Barcelona: Edicions del Periscopi, en traducció d'Antònia Escandell Tur.[6]
- Res, Poemes (1988-1992); Palma: Lleonard Muntaner, 2018, en traducció de Xavier Montoliu Pauli. ISBN 9788417153243